# Ah bah ouais mais bon
Albums de Les Wriggles
Les Wriggles partent en live
(1999) Moi d'abord
(2005)
Ah  bah ouais mais bon est le troisième album du groupe les Wriggles sorti en 2002.

## Liste des titres
| 1.    | Pourquoi              | Les Wriggles                                        | 2:05 |
| 2.    | Ah bah ouais mais bon | Les Wriggles                                        | 3:21 |
| 3.    | Juste avant que je    | Frédéric Volovitch, Franck Zerbib                   | 3:20 |
| 4.    | La Petite Olive       | Stéphane Gourdon, Antoine Réjasse, Franck Zerbib    | 2:53 |
| 5.    | Full ca$h             | Les Wriggles, Olivier Volovitch                     | 2:38 |
| 6.    | L'Eau                 | Antoine Réjasse, Franck Zerbib                      | 2:16 |
| 7.    | Planète               | Les Wriggles                                        | 3:30 |
| 8.    | Taxis                 | Les Wriggles                                        | 2:25 |
| 9.    | Poupine et Thierry    | Les Wriggles                                        | 1:48 |
| 10.   | Funky bandits         | Les Wriggles                                        | 3:39 |
| 11.   | La Phase              | Frédéric Volovitch                                  | 3:05 |
| 12.   | Roucoucou Paolita     | Les Wriggles                                        | 2:21 |
| 13.   | On se la pète         | Les Wriggles                                        | 2:30 |
| 14.   | Par derrière          | Antoine Réjasse, Christophe Gendreau, Franck Zerbib | 1:17 |
| 37:18 |                       |                                                     |      |

## Fiche technique
- Réalisation : Philippe Eidel et Franck Redlich
- Les Wriggles : Christophe Gendreau, Stéphane Gourdon, Antoine Réjasse, Frédéric Volovitch et Franck Zerbib
- Enregistrement : Franck Redlich
- Arrangements : Philippe Eidel et Les Wriggles
- Editing : Arnaud Bascunama
- Mastering : Raphaël Jonin
- Éditions : Blue Line et Atmosphériques Éditions sauf Roucoucou Paolita : Éditions Epithète et Co
- Dessin : Olivier Klein
- Photos : Pidz et Ombres
- Graphisme : Ombres
- Management : Jean-Michel Mouron
- Contact scène : Blue Line
- Contact disque : Atmosphériques